# ヒレハリソウ
ヒレハリソウ（鰭玻璃草・鰭張草・領巾張草; 学名: Symphytum officinale）は、ムラサキ科ヒレハリソウ属の多年生草木である。別名は、英名のコンフリー (Comfrey) で知られている。日本で現在見られるものは純粋なヒレハリソウではなく、オオハリソウとの雑種起源のもの（和名: コンフリー、学名: Symphytum × uplandicum）ばかりである。
リンネの『植物の種』(1753年) で記載された植物の一つである。

## 名称
英名由来のコンフリーの名前でよく知られている、庭木や鉢植えでよく見かける多年草である。夏に垂れ下がって咲く淡紅色の花から、玻璃草（はりくさ）とも呼ばれ、下葉に魚のヒレのようなものがあることから、和名ヒレハリソウの由来になっている。英語では common comfrey （コモン・コンフリー）、フランス語では grande consoude （グラン・コンソーデ）という。また中国植物名（漢名）は、聚合草 (ju he cao) 、西門肺草（せいもんはいそう）という。

## 分布・生育地
ヨーロッパ（地中海沿岸）から西アジア（コーカサス地方）、シベリア西部の地域の原産といわれている。日本ではヨーロッパ原産の帰化植物として北海道から九州の範囲に分布し、広く栽培されたり、野生化して畑の周辺・道ばた・空き地・野原などでも見かける。

## 形態・生態
草丈は50 - 90センチメートル (cm) になる。全体に白い短粗毛が生えていて、茎に4条内外の翼がある。根生葉は、大きく長い柄がある。葉は茎に互生し、卵形披針形で先が尖り、下部の葉は大きくて葉柄があるが、上葉には葉柄はなくなって、葉の基部が茎に沿って翼となる。質は濃緑色で、細かい葉脈まで目立ち、葉面には短くて硬い毛があって著しくざらつく。
花期は初夏の6 - 8月ごろ。枝先に集散花序を出して、淡青色から淡紅色（まれに白色）の釣り鐘形の花（筒状花）を垂れ下げる。花序は10 - 20個ほどの花からなる。花は短い花柄で下向きについて、花冠は筒状、先の半分は釣鐘状にふくれ先端が5裂する。萼は5裂。雄蕊は5個で、雌蕊は1個で花柱はやや花口より突き出す。
果実は4分果に分かれ、分果は光沢があって表面が滑らか。
茎に翼がないオオハリソウとの雑種ロシアコンフリーが多くなっていて、茎の翼の幅が狭く、次の葉の付け根まで達しないことや、花筒の先端部分がヒレハリソウより大きく鐘状にふくらんでいることで見分けられる。

## 歴史
原産地のヨーロッパでは、古くから根や葉を抗炎症薬や骨折を治すのに伝統的に用いていた。
サラセンズ・ルートという名前で昔から知られ、イギリスには十字軍遠征から戻った兵士が伝えたと言われている。接骨剤としてもちいるため、中世ヨーロッパでは農家などに大きく広まった。
日本へは観賞用として明治時代に導入され、家畜の飼料や食用として利用された。コンフリーの名で食用または薬用に栽培され、昭和40年代に健康食品として一時期大ブームとなり、植えられたものが一部野生化した。日本では、葉を天ぷらなどにして食べることが多かった。また、胃潰瘍や大腸炎などの病気に、コンフリーの錠剤やハーブティーを飲むことがあったが、大量に服用すると肝臓を傷めるという事で現在では行われていない。

## かつての利用方法
根、根茎などにアルカロイドであるコンソリジン、シンフィトシノグロシンなどと、粘液質、タンニンなどを含んでいる。タンニンには収斂作用があり、過去には下痢止めに内服されたり、湿疹、かぶれなどの湿布に活用されていた。生葉には、水分90%と、粗蛋白質約2.4%、粗脂肪約0.2%、ミネラル、ビタミン群のビタミンA、ビタミンB1、ビタミンB2、ビタミンC、ニコチン酸、バントテン酸、ビタミンB6、ビタミンB12などを含み、滋養保健、青汁原料、食用などに広く用いられた。欧米では根茎を主に外用とし、内用は毒性があるので多用しない。かつて、日本では葉を強壮食品、根は浴湯料とした。
生長した葉はかたく青臭い香りがあるが、若葉はほとんどクセがなく各種ビタミンを含むことから一時は健康野菜として注目され、若芽を生のまま天ぷらにしたり、茹でておひたし、和え物、汁の実などに利用した。浴湯料としては、若々しい皮膚にするので、美容効果があるとみなされた。
民間療法では、下痢止めの生薬として、秋に根や根茎を掘って洗い、日干ししたものをコンソリダ根、またはコンフリーと呼んで、煎じて3回に分服する用法が知られていた。また、湿疹、かぶれに、煎じ液を用いて冷湿布とした。アルカロイドの一種に強い抗菌作用があるといわれ、湿布薬として傷口につけることが多かった。滋養保健に生の葉を青汁にしたり、天ぷらやお浸しなどとして調理し食用にされていた。しかし、当時から食べて薬効を得るには強すぎるともいわれていた。
かつては、何にでも効くという触れ込みでで広まっていったが、今では見る影もなくなっている。薬草は本来、症状や体質によって使い分けていかなければならないものであるが、それを無視した事例であると言える。

## 栽培
やや湿り気のある土壌を選び、丈夫でどんな環境でも育ちやすいので、野生化している。繁殖は株分けで行われている。

## 毒性
厚生労働省は、2004年6月14日、コンフリーを含む食品を摂取して肝障害（肝静脈閉塞性疾患で､主に肝臓の細静脈の非血栓性閉塞による肝硬変又は肝不全及び肝臓癌）を起こす例が海外で多数報告されているとして、摂取を控えるよう注意を呼びかけると共に、2004年6月18日食品としての販売を禁止した。加熱によって、毒性が軽減されるというデータはない。
この症状は、ピロリジジンアルカロイドのエチミジン(echimidine) とシンフィチン(Symphytine) によって引き起こされる。最も濃度が高いのは根である。シトクロムP450によるアルカロイドの体内変換が原因と考えられ、急性毒性が有るほか胎盤を通じた胎児(新生児)への影響が報告されている。

## 画像

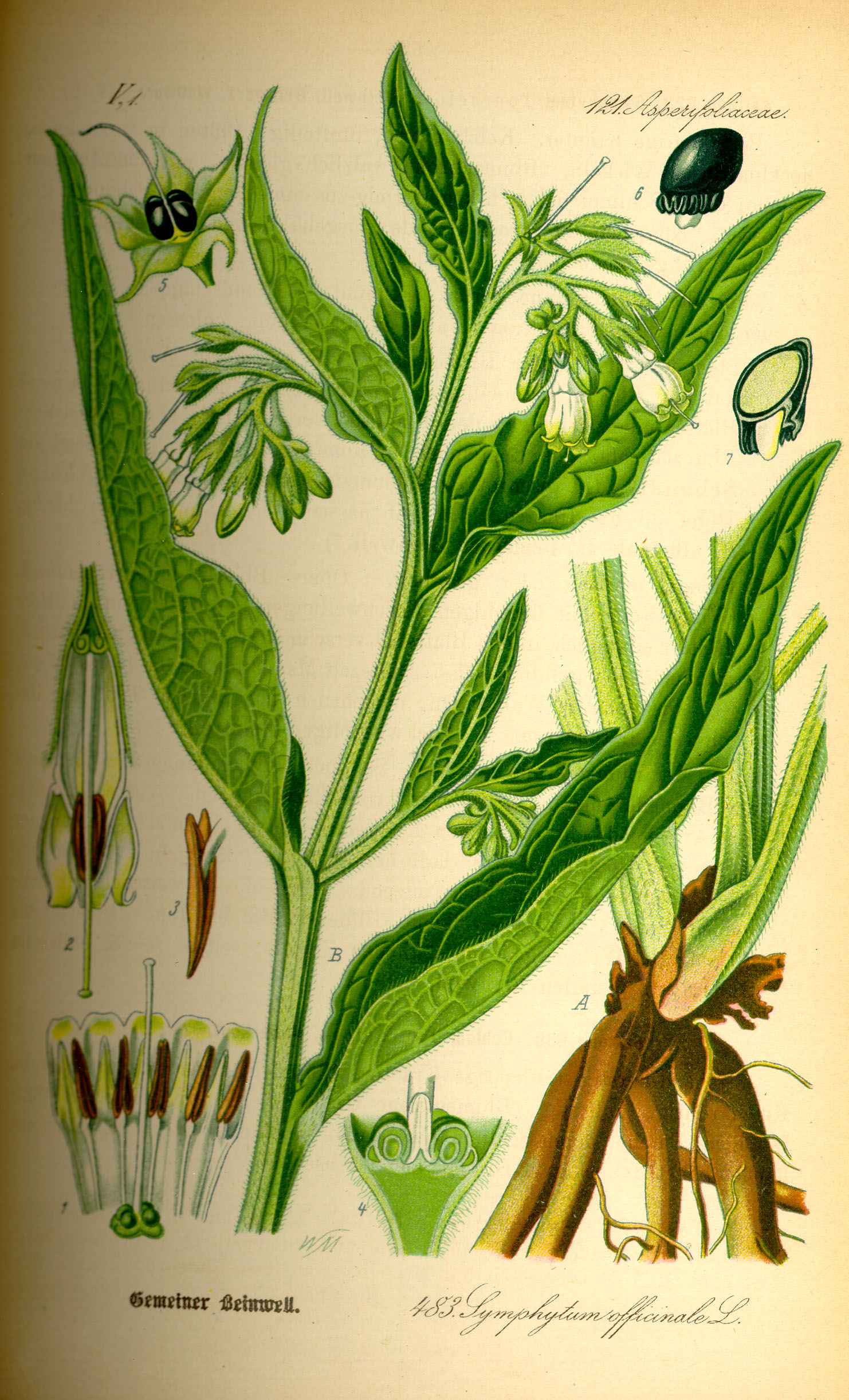
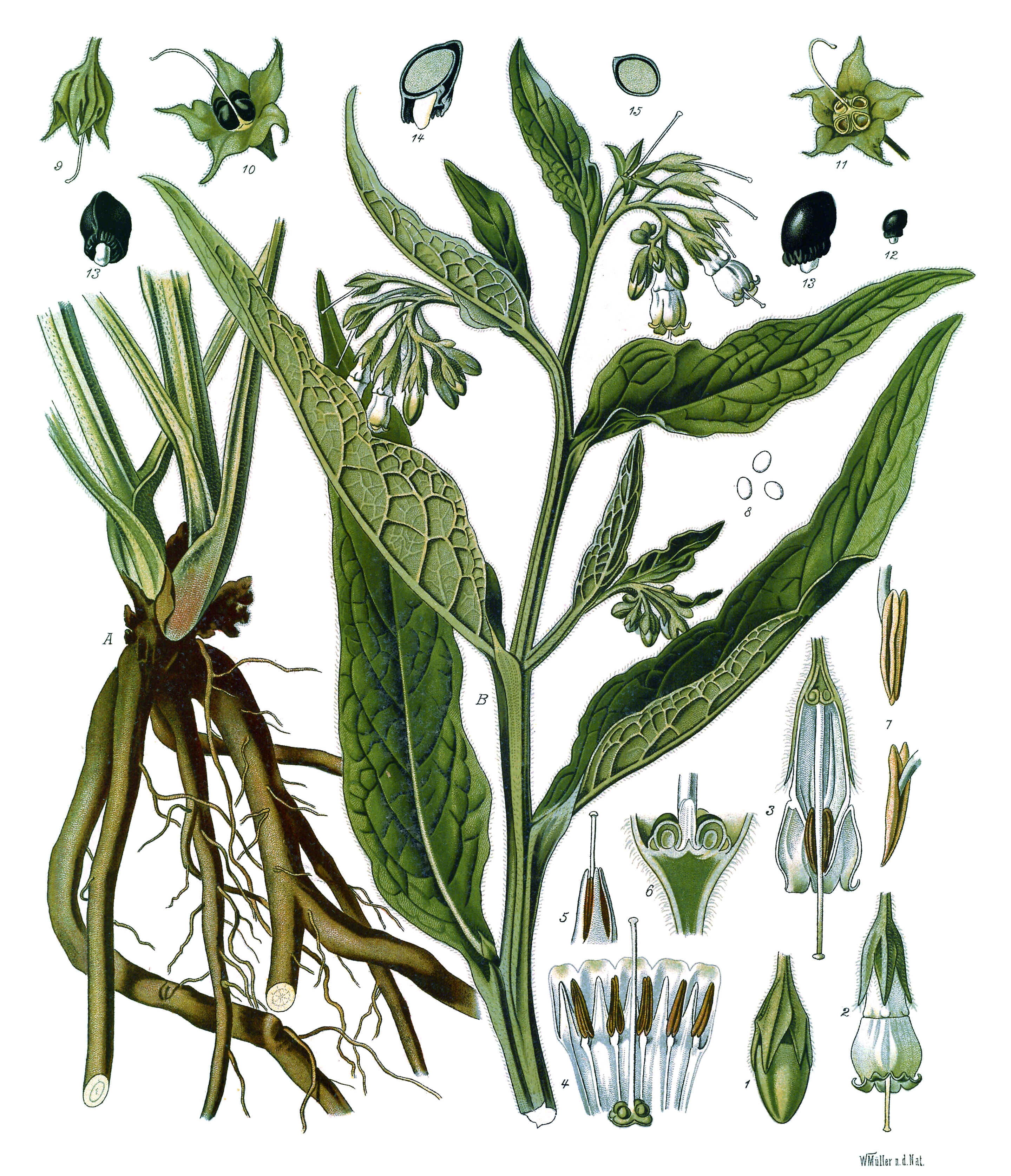
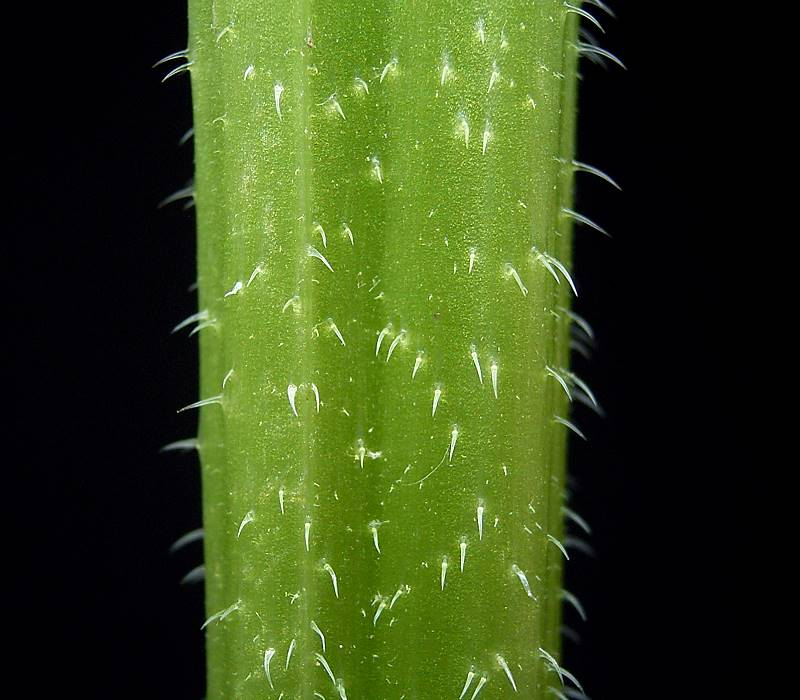
茎の拡大
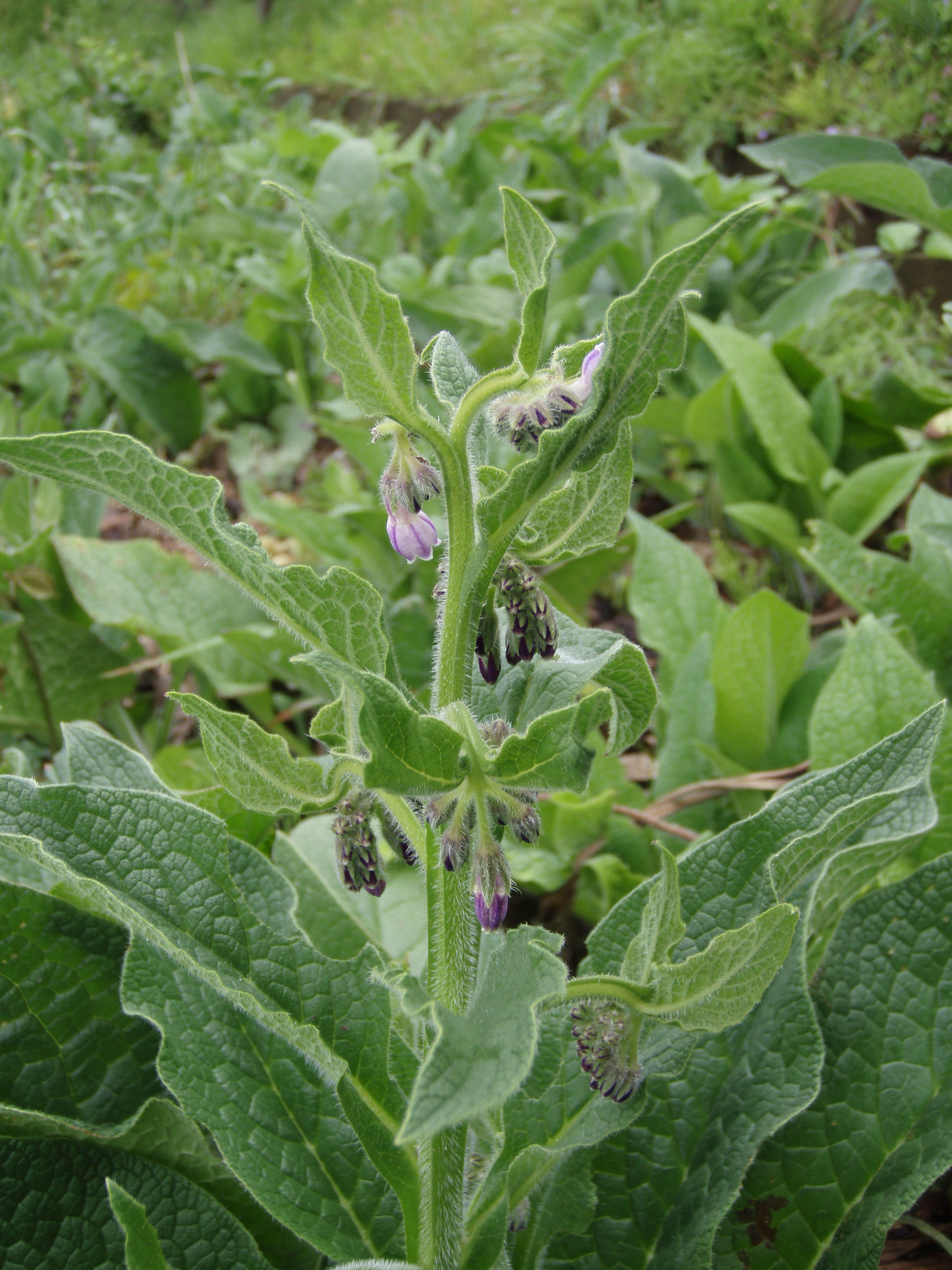
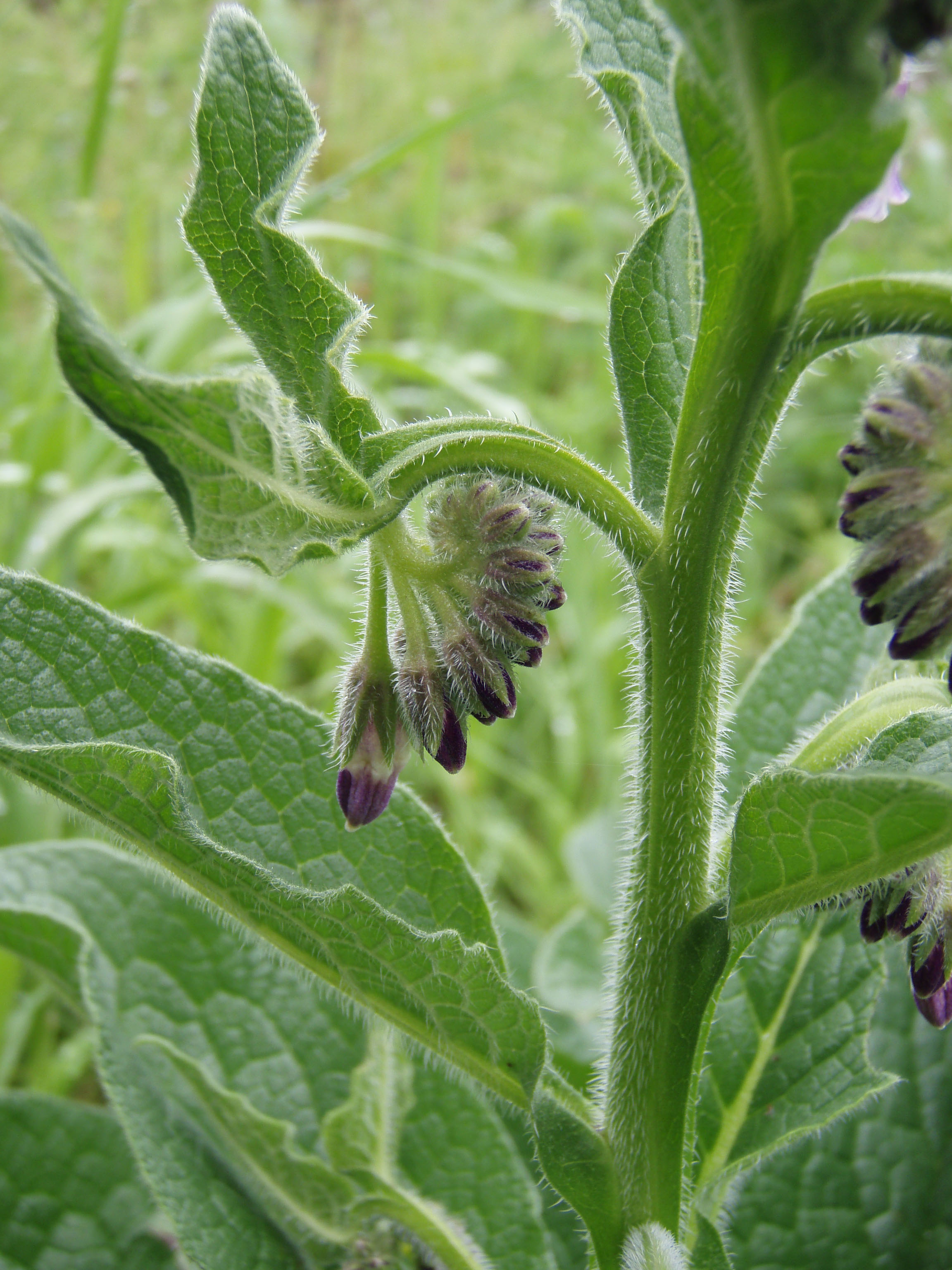
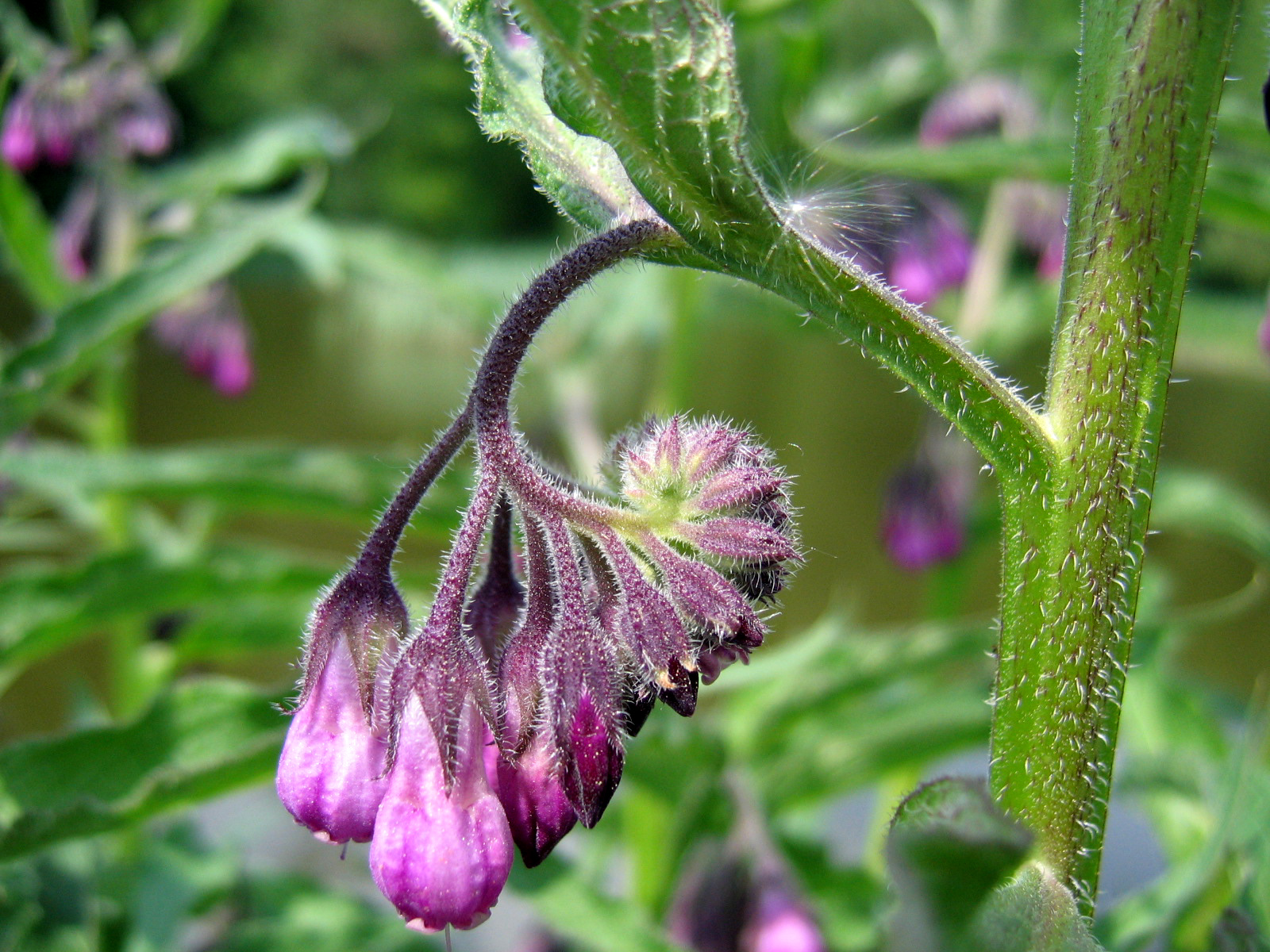
花序
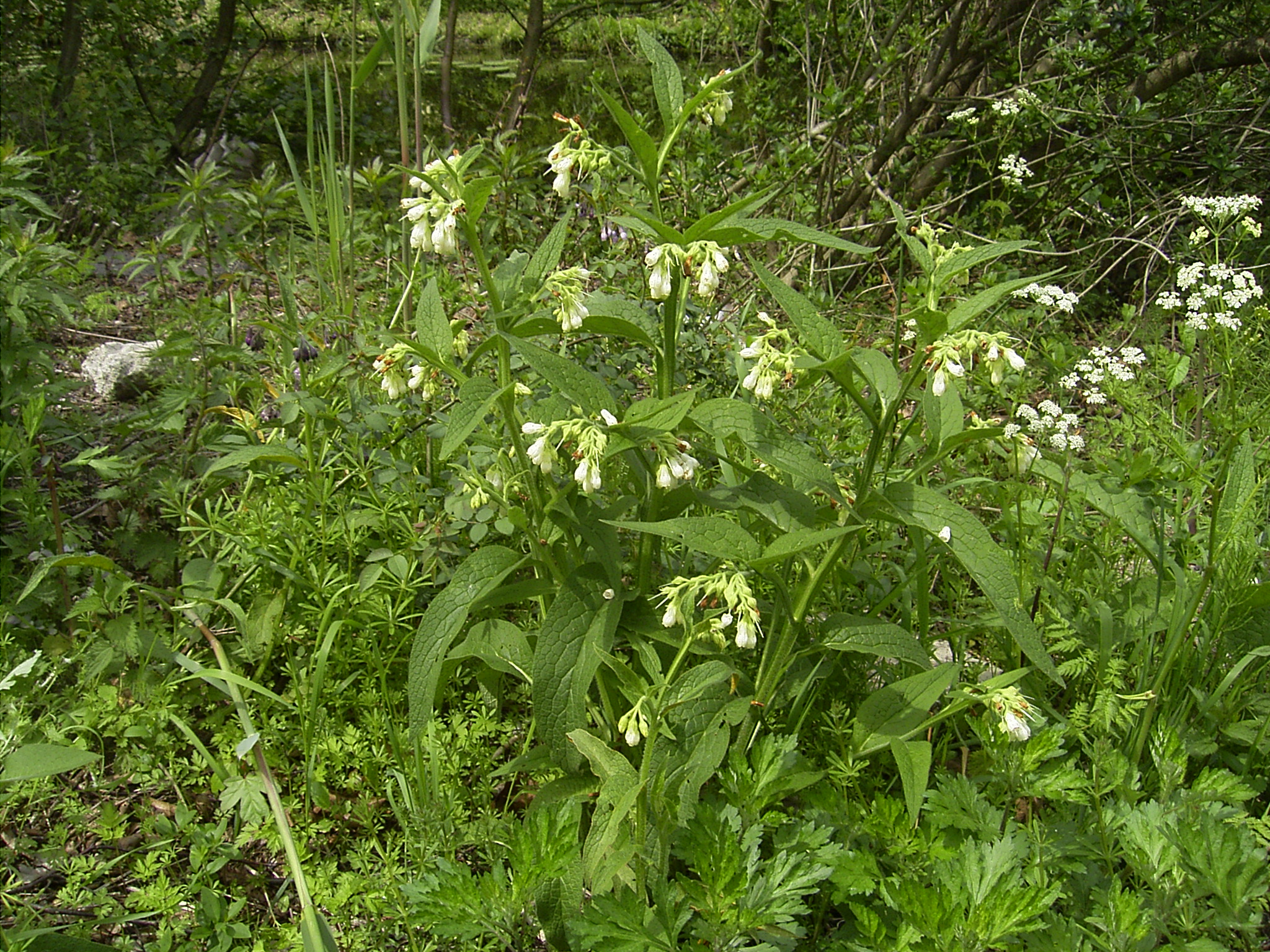
白い花の品種
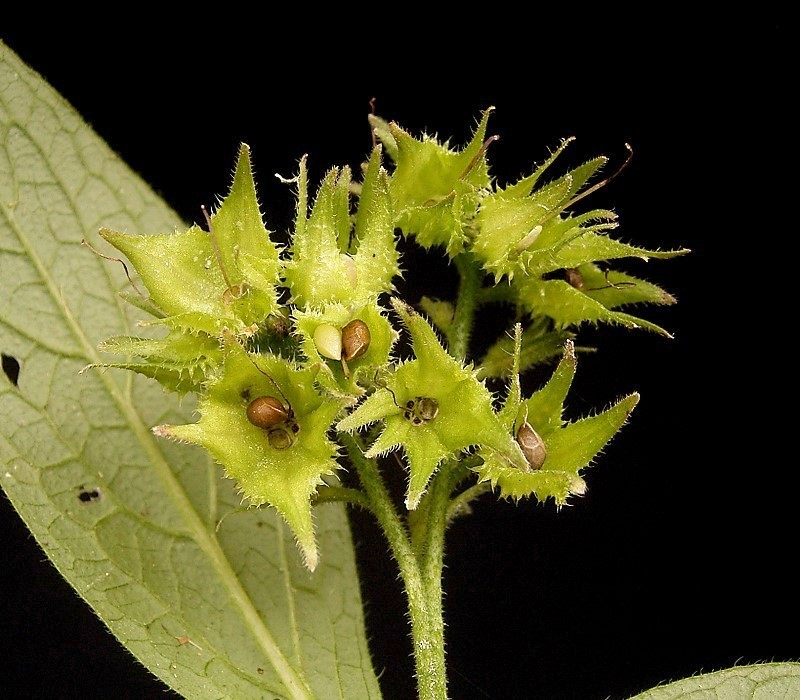
受粉し肥大した種
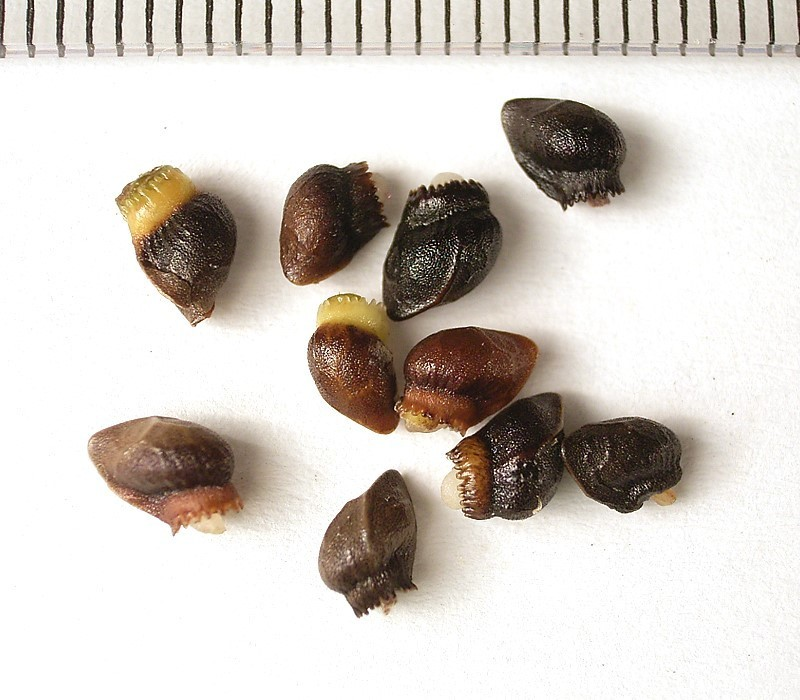
種子